# Tábor (Velké Heraltice)
Tábor (německy Tabor) je malá vesnice, část obce Velké Heraltice v okrese Opava. Nachází se asi 2,5 km na severovýchod od Velkých Heraltic. V roce 2009 zde bylo evidováno 31 adres. V roce 2001 zde trvale žilo 62 obyvatel.
Tábor leží v katastrálním území Tábor ve Slezsku o rozloze 2,53 km2. Od roku 1999 je Tábor součástí Velkých Heraltic.

## Obyvatelstvo
| Rok            | 1869 | 1880 | 1890 | 1900 | 1910 | 1921 | 1930 | 1950 | 1961 | 1970 | 1980 | 1991 | 2001 | 2011 | 2021 |
| -------------- | ---- | ---- | ---- | ---- | ---- | ---- | ---- | ---- | ---- | ---- | ---- | ---- | ---- | ---- | ---- |
| Počet obyvatel | 161  | 174  | 181  | 180  | 172  | 179  | 182  | 136  | 127  | 125  | 90   | 67   | 62   | 66   | 77   |
| Počet domů     | 25   | 33   | 27   | 26   | 29   | 34   | 39   | 32   | 28   | 28   | 28   | 31   | 30   | 32   | 32   |